# 孔夫朗
孔夫朗（法語：Conflent，法語發音：[kɔ̃flɑ̃]，加泰隆尼亞語發音：[kumˈflen]）是法国奧克西塔尼大區东比利牛斯省的一个传统地区，也是北加泰罗尼亚的一个历史县份。